# Сирож, Иван Дмитриевич
Иван Дмитриевич Сирож — советский хозяйственный, государственный и политический деятель, Герой Социалистического Труда.

## Биография
Родился в 1933 году в деревне Острогляды. Член КПСС с 1961 года.
С 1949 года — на хозяйственной, общественной и политической работе. В 1949—1993 гг. — рабочий совхоза «Острогляды», солдат Советской Армии, разнорабочий на Речицком мебельном комбинате, звеньевой-механизатор совхоза «Острогляды» Брагинского района Гомельской области Белорусской ССР.
Указом Президиума Верховного Совета СССР от 22 марта 1966 года присвоено звание Героя Социалистического Труда с вручением ордена Ленина и золотой медали «Серп и Молот».
Избирался депутатом Верховного Совета СССР 8-го созыва.
Делегат XXIV съезда КПСС.
Жил в Брагинском районе.